# Helsingborgs HC
Helsingborgs Hockey Club är en ishockeyklubb från Helsingborg i Skåne bildad 1977 från ishockeysektionen i IS Göta. De hade i sin tur fått ishockeysektionen när IK Thor lade ner. Organisationen är sedan 2015 uppdelad i två föreningar. Skälet är att man vill trygga ungdomsverksamheten samtidigt som A-laget elitsatsar. Säsongen 2006/2007 gick föreningen A-lag upp i Division 1. Med undantag för två säsonger blev de kvar där till säsongen 2018/2019. Efter att ha förlorat sin plats i Hockeyettan (som serien bytt namn till) meddelade föreningen att de lägger ner sitt A-lag.

Säsongen 2020/2021 startade Helsingborgs HC Ungdom upp seniorverksamhet med A-lag på isen efter ett års uppehåll, dock blev säsongen kortvarig med Pelles Svensson vid rodret då Covid-19 stängde ned säsongen efter endast fem spelade matcher. 
Säsongen 2022/2023 tog laget sig upp till Hockeytvåan , där man kvalificerat sig de två första säsongerna till Alltvåan för att tävla om ett åter ta en plats i Hockeyettan. 

## Säsonger
Föreningens A-lag har spelat 13 säsonger i Division I/Hockeyettan. Första gången säsongen 1991/1992 slutade man näst sist i grundserien och sist i vårserien och flyttades ner till Division II igen. Det skulle dröja åtta år innan man återkom till säsongen 1999/2000 och även då blev vistelsen lika kortvarig. Först till säsonger 2006/2007 lyckades man gå upp och hålla sig kvar i serien. Nedan finns en tabell över resultaten åren som följde.
| Säsong    | Division            | Placering | Vårserie                  | Kval/Playoff                                         |
| --------- | ------------------- | --------- | ------------------------- | ---------------------------------------------------- |
| 2006/2007 | Division 1F         | 7         | 4:a i vårserien           |                                                      |
| 2007/2008 | Division 1F         | 8         | 3:a i vårserien           |                                                      |
| 2008/2009 | Division 1F         | 10        | 6:a i vårserien           | 4:a i Kvalserie F till Division 1, nerflyttade       |
| 2009/2010 | Division II Södra C | 3         |                           | 4:a i Kvalserien till Division 1, kvar i Division II |
| 2010/2011 | Division II Södra B | 1         |                           | 1:a i Kvalserien till Division 1, uppflyttade        |
| 2011/2012 | Division 1F         | 10        | 4:a i fortsättningsserien |                                                      |
| 2012/2013 | Division 1F         | 5         | 2:a i vårserien           |                                                      |
| 2013/2014 | Division 1F         | 3         | 7:a i Allettan Södra      |                                                      |
| 2014/2015 | Hockeyettan Södra   | 9         | 1:a i vårserien           | Utslagna av Kristianstads IK i Playoff 1             |
| 2015/2016 | Hockeyettan Södra   | 8         | 6:a i vårserien           |                                                      |
| 2016/2017 | Hockeyettan Södra   | 7         | 3:a i vårserien           |                                                      |
| 2017/2018 | Hockeyettan Södra   | 9         | 3:a i vårserien           |                                                      |
| 2018/2019 | Hockeyettan Södra   | 11        | 7:a i vårseettan          | 3:a i kvalserien, nerflyttade                        |
| 2020/2021 | Hockeytrean Södra   | inställt  |                           |                                                      |
| 2021/2022 | Hockeytrean Södra   | 2         | 3:a i Alltrean            | 4:a i kvalserien                                     |
| 2022/2023 | Hockeytrean Södra   | 2         | 1:a i Alltrean            | 2:a i kvalserien, uppflyttade                        |
| 2023/2024 | Hockeytvåan Södra   | 5         | 9:a i Alltvåan            |                                                      |
| 2024/2025 | Hockeytvåan Södra   | 3         | 10:a i Alltvåan           |                                                      |